# Терешки (Хмельницький район)
Тере́шки — село в Україні, у Антонінській селищній громаді Хмельницького району Хмельницької області. Населення становить 373 особи.

## Історія
У 1593 році власність кн. Острозських була спустошена татарами.
У 1853 році в селі була побудована мурована церква.
У 1871 році була відкрита школа.
Станом на 1886 рік в колишньому власницькому селі Терешківської волості Старокостянтинівського повіту Волинської губернії, мешкала 781 особа, налічувалось 95 дворових господарств, існувала православна церква, школа, постоялий будинок, лавка, 3 водяних млини, цегельний і пивоварний заводи.
За переписом 1897 року кількість мешканців зросла до 860 осіб (393 чоловічої статі та 467 — жіночої), з яких 827 — православної віри.
7 (20) листопада 1917 року, відповідно до.Третього Універсалу Української Центральної Ради, увійшло до складу Української Народної Республіки.
До 2017 року орган місцевого самоврядування — Терешківська сільська рада.
12 червня 2020 року, відповідно до розпорядження Кабінету Міністрів України № 727-р «Про визначення адміністративних центрів та затвердження територій територіальних громад Хмельницької області», увійшло до складу Антонінської селищної громади.
19 липня 2020 року, після ліквідації Красилівського району, село увійшло до Хмельницького району.

## Відомі люди
- перебував король Речі Посполитої Станіслав Август Понятовський в маєтку дідича — Ф. К. Грохольскі (1787 р., повертався з Канева)[6]
- народився, проживав, помер Антоній Грохольський (7 липня 1767 — 22 квітня 1808) — маршалок Брацлавської губернії, дідич села, син фундатора Вороновицького палацу Францішека Грохольського[7].

## Галерея

Пам'ятний знак на честь воїнів-односельчан (скульптор Йосип Табачник, 1979)
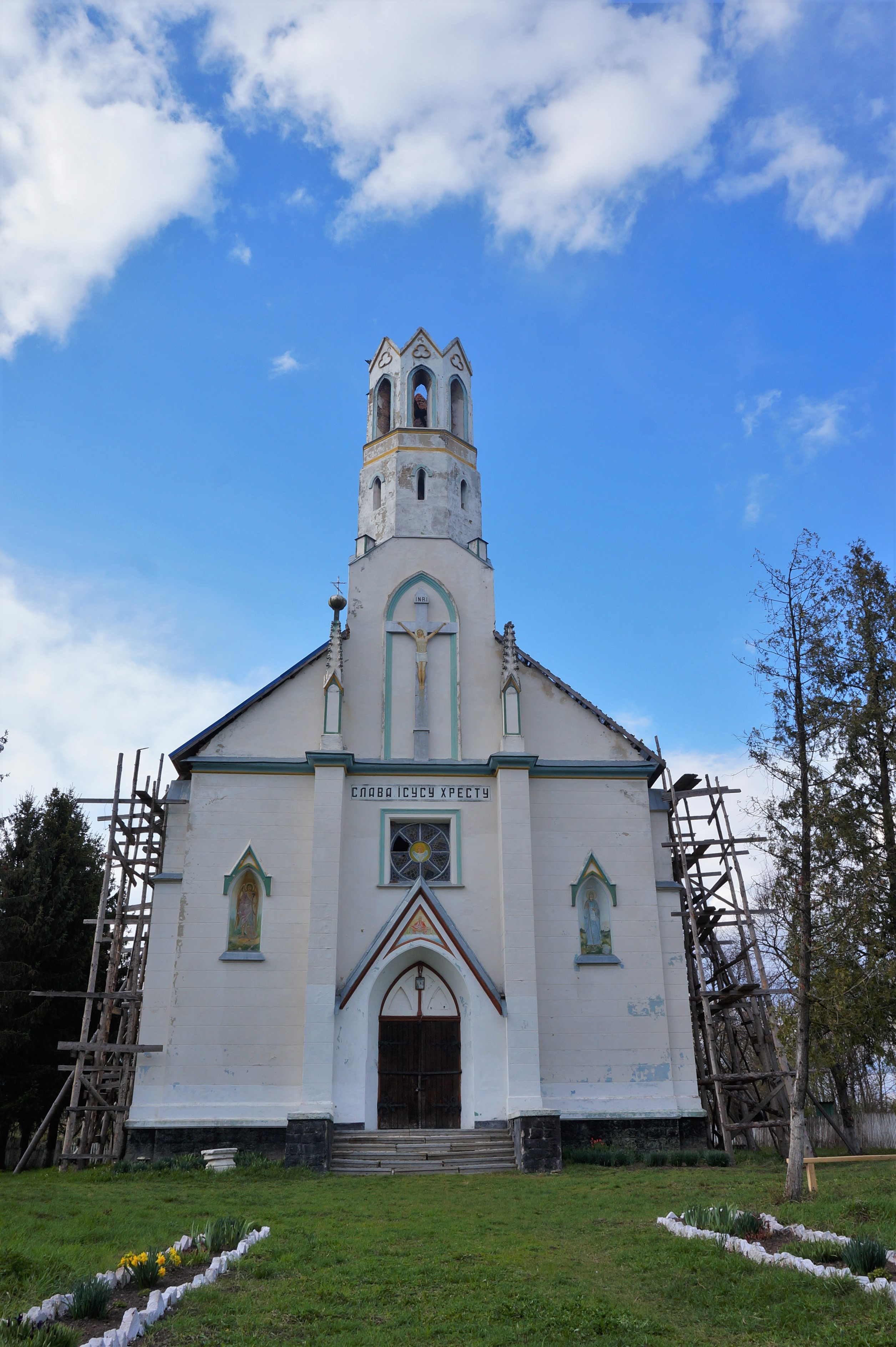
Церква Різдва Богородиці (костел)